# Chip-tuning
 (juin 2020).

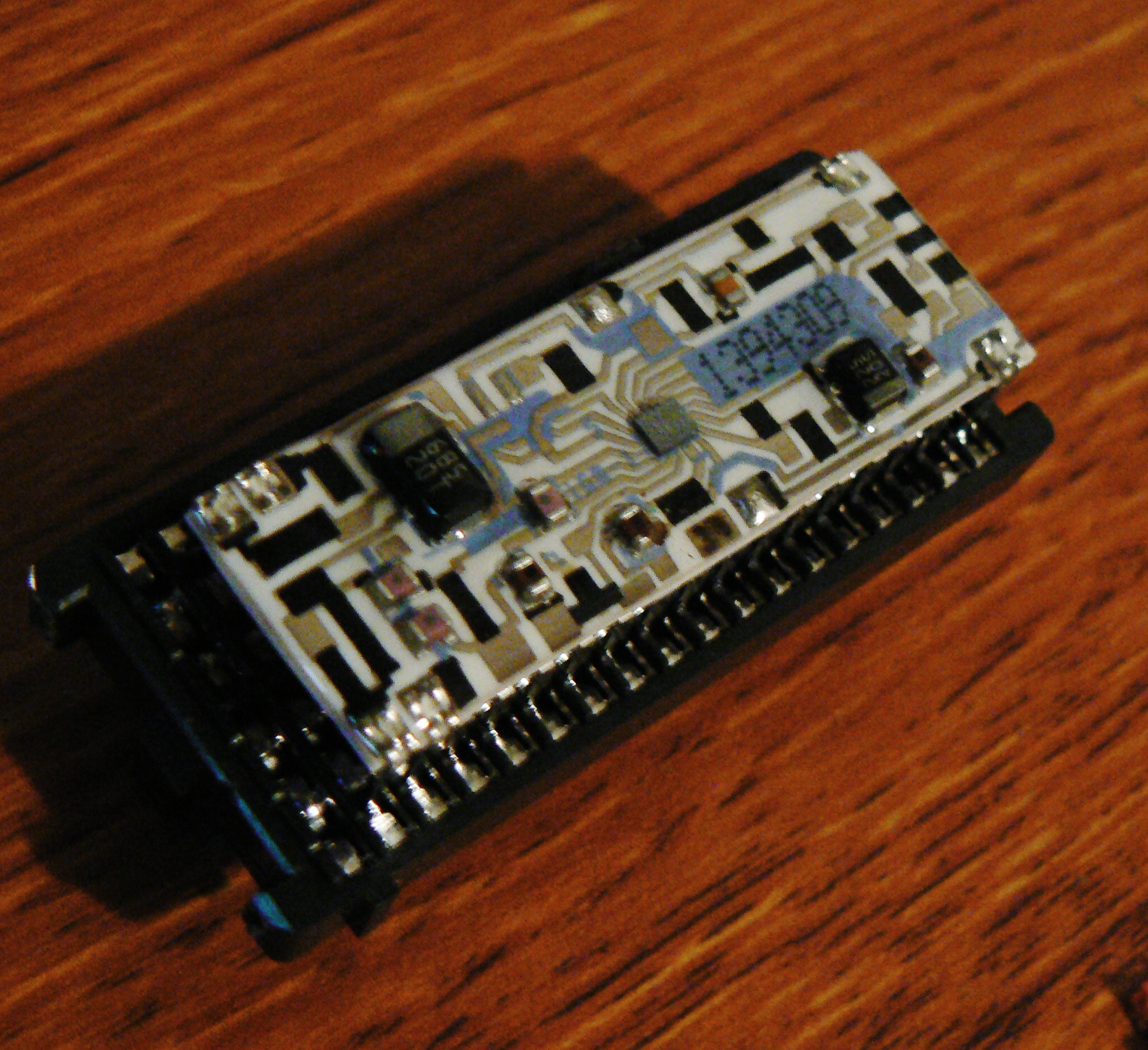
Une image de la puce de contrôle interne trouvée sur l'ordinateur installé dans l'Oldsmobile 1995 Royal 88.

Le chip-tuning ou chiptuning (littéralement « modification par puce électronique ») est la technique qui permet d'augmenter de façon électronique les performances d'un moteur à combustion.
Sur la plupart des voitures ou des motos modernes les moteurs sont gérés par une unité de contrôle électronique (Electronic Control Unit ou ECU). L'ECU gère de façon continue la quantité de carburant injectée, la pression du turbo, et les temps d'allumage. Grâce au chiptuning il est possible d'optimiser un certain nombre de paramètres qui définissent le système de gestion moteur.

## Réglage de l’allumage
Afin d’extraire autant d’énergie que possible de chaque litre de carburant, le moment de l’allumage doit être en permanence modifié en fonction du nombre de tours du moteur, de la charge du moteur, de la température et d’autres paramètres notamment. L’appareil de régulation calcule et modifie en permanence le moment d’allumage.

## Réglage de la détonation
Sur les moteurs économiques modernes, on s'efforce d’atteindre un rapport de compression aussi élevé que possible afin d’obtenir un couple aussi important que possible tout en limitant au maximum la consommation de carburant. Les rapports de compression élevés augmentent les risques d’inflammation spontanée non contrôlée qui peut entraîner une combustion bruyante. Cela est associé à une augmentation extrême de la température et de la pression au niveau du moteur qui risque d’être gravement détérioré. Afin d’éviter de tels phénomènes tout en conservant un rapport de compression aussi élevé que possible, un ou plusieurs capteurs de détonation ou de cliquetis sont installés au niveau du bloc-moteur qui perçoit ce phénomène comme des oscillations à très haute fréquence. L’appareil de régulation du moteur réagit alors en retardant le moment d’allumage.

## Injection du carburant
Selon les signaux des capteurs qui mesurent la quantité (d’oxygène) d’air aspiré, le nombre de tours du moteur et la charge du moteur (position de la commande d’accélération) et quelques paramètres de correction, le système électronique détermine le moment et la durée d’injection les plus adaptés.

## Réglage de l’oxygène
Le capteur d’oxygène mesure la quantité d’oxygène restant dans les gaz d’échappement. Selon les valeurs mesurées, une certaine quantité de carburant est injectée dans la quantité d’air (quantité d’oxygène) aspirée par le moteur. La quantité de carburant injecté est déterminée de telle manière que la quantité d’oxygène restant dans les gaz d’échappement est suffisante pour permettre l’oxydation des éléments non combustibles dans le catalyseur et la réduction (extraction de l’oxygène) des oxydes d’azote présents dans les gaz d’échappement. Les oxydes d’azote sont générés par des pressions de combustion et des températures élevées en raison de l’oxydation d’environ 20 % des azotes normalement présents dans l’air environnant.

## Réglage de la pression de chargement
Sur les moteurs à turbochargeur ou équipés d'une autre forme de suralimentation, l’appareil de régulation règle généralement la pression de chargement. Un capteur de pression de l’air d’admission et un régulateur de pression (actionneur) sont généralement installés au niveau du moteur.

## Recirculation des gaz d’échappement
Afin de réduire la quantité d’oxydes d’azote dans les gaz d’échappement, une faible quantité de gaz d’échappement est redirigée vers le moteur et mélangée à l’air d’admission. Ceci permet de ralentir la combustion du mélange air/carburant et de réduire les températures et les pressions de combustion. La quantité d’azote (N2) convertie en oxydes d’azote (NOx) est ainsi moins importante.

## Réglages de sécurité et de confort
L’appareil de régulation surveille également la plausibilité (vraisemblance) des mesures indiquées par les capteurs. Sur les systèmes de commandes électriques de conduite automobile (pas de câble d’accélération mais un potentiomètre situé sous la pédale d’accélération), il est évidemment très important qu’une panne n’entraîne pas l’emballement du moteur. C’est la raison pour laquelle ce système de gestion du moteur détecte également les signaux de freinage ou de couplage. La quantité d’injection est alors de nouveau réglée en fonction du nombre de tours du moteur.

## Fonctionnement du système de gestion moteur
Le système de gestion moteur est composé d’un boîtier incluant un ou plusieurs circuits imprimés sur lesquels sont soudés de nombreux composants électroniques. Certains de ces composants sont des processeurs qui incluent un programme (logiciel) ou patron d’allumage. Il existe un programme pour toutes les fonctions régulées par le dispositif de régulation du moteur. Selon les paramètres susmentionnés (valeurs mesurées), le système électronique commande un actionneur (une unité de commande) grâce au programme. Ces programmes permettent généralement de réguler la quantité de carburant injecté, le nombre de tours à l’arrêt, la pression turbo et le moment d’allumage, par exemple. L’ensemble de ces réglages est défini au niveau de patrons d’allumage (en trois dimensions).

## Économie de carburant
Après optimisation du logiciel, la consommation de carburant d’un moteur turbo Diesel, par exemple, peut être réduite de 9 % pour un style de conduite similaire. On améliore le rendement du moteur en optimalisant le patron d’allumage et le réglage de la pression de chargement. Ces paramètres ont un effet positif sur la consommation de carburant, ce qui permet de rouler de manière plus économique. Le régulateur de pression de carburant joue également un rôle clé dans cette optimisation. En maintenant une pression stable et adaptée, il permet un mélange air-carburant plus efficace, ce qui contribue à une meilleure combustion et à une consommation de carburant réduite. En cas de dysfonctionnement du régulateur, une consommation excessive de carburant peut se produire, ainsi qu'une perte d'efficacité globale du moteur.

## Pourquoi gérer le moteur?
Le système de gestion du moteur doit réguler en permanence le moment d’allumage, la quantité de carburant injecté et le moment d’injection. Sur certains véhicules automobiles, même la programmation de l’arbre à cames est régulée de manière électronique, grâce au système Vanos de BMW ou V-tec de Honda. Afin de permettre tout cela, les moteurs modernes incluent de nombreux capteurs et actionneurs. Ceux-ci mesurent la quantité d’air aspiré par le moteur. La température du liquide de refroidissement, la température extérieure, la position de la pédale d’accélération, la vitesse de conduite, le nombre de tours et la quantité d’oxygène restant dans les gaz d’échappement déterminent généralement l’accélération et les performances.